# 尼斯泰德 (內布拉斯加州)
尼斯泰德（英語：Nysted）是位於美國內布拉斯加州霍華德縣的非建制地區。

## 歷史
尼斯泰德的郵局於1883年設立，其後於1918年停運。

## 地理
尼斯泰德所處的海拔為高於海平面589米（即1933英呎），而該地所採用的時區為UTC-6，即北美中部时区（CST）。同時該地設有夏令時間，為UTC-6調快一小時，即UTC-5（CDT）。